# Яблонна (Венґровський повіт)
Яблонна (пол. Jabłonna) — село в Польщі, у гміні Ґрембкув Венґровського повіту Мазовецького воєводства.
Населення — 125 осіб (2011).
У 1975—1998 роках село належало до Седлецького воєводства.

## Демографія
Демографічна структура станом на 31 березня 2011 року:
|          | Загалом | Допрацездатний вік | Працездатний вік | Постпрацездатний вік |
| -------- | ------- | ------------------ | ---------------- | -------------------- |
| Чоловіки | 64      | 11                 | 47               | 6                    |
| Жінки    | 61      | 15                 | 33               | 13                   |
| Разом    | 125     | 26                 | 80               | 19                   |